# Bargstedt (Stadei járás)
Bargstedt település Németországban, azon belül Alsó-Szászország tartományban. Lakosainak száma 2134 fő (2023. december 31.).

## Népesség
A település népességének változása:
| Lakosok száma | 2032 | 2021 | 2039 | 2030 | 2070 | 2126 | 2134 |
|               | 2014 | 2016 | 2017 | 2019 | 2021 | 2022 | 2023 |